# Фазони и форе 2
„Фазони и Форе 2” је југословенска телевизијска серија снимљена 2002. године у продукцији Телевизије Београд.

## Улоге
| Глумац                 | Улога           |
| ---------------------- | --------------- |
| Мирјана Карановић      |                 |
| Дејан Луткић           |                 |
| Ненад Ненадовић        | Дача, пингвин   |
| Слободан Бода Нинковић |                 |
| Раша Попов             |                 |
| Љубивоје Ршумовић      | Светски путник  |
| Никола Крнета          | (2004−2006)     |
| Вук Ршумовић           | Вук             |
| Владимир Тинтор        | Репортер (2003) |
| Радмила Томовић        |                 |
| Милана Вранешевић      |                 |

Комплетна ТВ екипа  ▼
| Редитељ                     | Љубивоје Ршумовић     |                      |
| Сценариста                  | Љубивоје Ршумовић     |                      |
| Композитор                  | Дејан Цукић           |                      |
| Композитор                  | Младен Вранешевић     |                      |
| Композитор                  | Предраг Вранешевић    |                      |
| Директор фотографије        | Милош Ристић          |                      |
| Mонтажер                    | Нада Додиг            |                      |
| Костимограф                 | Мира Чохаџић          |                      |
| Костимограф                 | Тихомир Мачковић      |                      |
| Одсек за шминку             | Љубица Јеж            | шминкер              |
| Одсек за звук               | Недељко Ковачић       | миксер звука         |
| Одсек за камеру и расвету   | Марко Марић           | сниматељ (2002—2006) |
| Series Animation Department | Михаило Мики Ршумовић | аниматор (2002)      |